# 大宮法科大学院大学
大宮法科大学院大学（おおみやほうかだいがくいんだいがく、英語: OMIYA LAW SCHOOL）は、埼玉県さいたま市大宮区桜木町4-333-13に本部を置いていた日本の私立大学である。2004年に設置され、2015年に廃止された。
学部を持たず、法科大学院（日本版ロースクール）のみから成る大学院大学。2015年9月末で閉学した。

## 概要
学校法人佐藤栄学園と第二東京弁護士会（二弁）が2002年に提携。2003年11月に文科省の設置認可を経て2004年4月に開学。日本では大学に付属しない大学院大学形態による唯一の法科大学院であったが、2011年8月8日、法科大学院を持つ桐蔭横浜大学と統合することが発表され、廃校が決まった。2012年4月から統合作業に入り、統合作業完了に伴い2015年9月30日、開学から11年で廃校した。閉学後は、大学の入居していたOLSビルに佐藤栄学園が開設する「学修サポートセンター」にて、最長5年間（2020年9月末まで）を目処に一部教員による課外授業などを継続するとしているとしていたが、2019年9月末を以って学修サポートセンターも閉鎖された。
社会人、特に有職者（医師など、法曹界以外の専門性を持った者が中心）を有職のまま法科大学院で養成し、法曹界に送り込もうと企図し、全国でも数少ない夜間コースを擁したが、設立以来毎年3億円程度の赤字が続き、司法試験合格率も数パーセント、長らく入学者は定員の半分にも満たない状態が続いていた。また、2007年には新司法試験考査委員を務めている実務家教授2人が2007年度新司法試験漏洩問題に関与している。

## 設置研究科
- 法務研究科

## 施設
OLSビル時代は、1階にリーガルクリニック・学生食堂、2階に佐藤栄太郎記念講堂、ラウンジ、リーガルカフェなど、3階に法廷教室、図書室、4階に図書室、自習室、5～6階に教室、7～10階に研究室を有していた。

## キャンパス所在地
- 埼玉県さいたま市大宮区桜木町4-333-13（2004年4月～2018年3月）
  - OLSビル1～10階
- 埼玉県さいたま市大宮区上小町476（2018年4月～2019年9月）
  - 学校法人佐藤栄学園本部内に併設

## 教員
- 柏木俊彦 - 2代学長、専門職責任（弁護士・第二東京弁護士会）。閉学後は学修サポートセンター長を歴任。
- 北沢義博 - 2代副学長、会社関係訴訟論他（弁護士・第二東京弁護士会）。
- 久保利英明 - 教授、現代弁護士論他（弁護士・第二東京弁護士会）
- 川端和治 - 教授、憲法訴訟論他（弁護士・第二東京弁護士会）
- 増田晋 - 教授、国際取引法（弁護士・第二東京弁護士会）
- 難波幸一 - 教授、学内民事クリニック（弁護士・埼玉弁護士会）
- ローレンス・レペタ - 教授、アメリカ法特殊問題他
- 牧野和夫 - 教授、知的財産法
- 薮口康夫 - 教授、民事訴訟法
- 浦田賢治 - 教授、憲法、早稲田大学名誉教授、国際反核法律家協会副会長。
- 近藤弘二 - 教授、商法
- 住吉博 - 初代学長、民事訴訟法
- 宮澤節生 - 初代副学長、刑事学他

## 主な修了生
- 菊間千乃 - 弁護士（第二東京弁護士会所属）、元フジテレビアナウンサー
- 竹内千春 - 弁護士、衆議院議員
- 米谷達也 - 予備校講師、大学受験予備校プリバス社長